# Romantico desde siempre
Albums de Luis Miguel
Segundo romance
(1994) El Concierto
(1995)
Romantico Desde Siempre Volume 1 et 2, sont une compilation de chansons romantiques tirées des premiers albums du chanteur mexicain Luis Miguel. Le volume 1 est sorti le 29 novembre 1994 et le volume 2 en 1997, tous deux par EMI Latin. Le premier volume a atteint la 26e place du classement Billboard Top Latin Albums,. Le 24 décembre 1994, le premier CD entre au classement Billboard Top Latin Albums à la 27e place.

## Liste des pistes
Adapté de Discogs,.
| Romantico desde siempre Vol. 1 | Romantico desde siempre Vol. 1 | Romantico desde siempre Vol. 1                | Romantico desde siempre Vol. 1 | Romantico desde siempre Vol. 1 | Romantico desde siempre Vol. 1 | Romantico desde siempre Vol. 1 | Romantico desde siempre Vol. 1 | Romantico desde siempre Vol. 1 | Romantico desde siempre Vol. 1 |
| No                             | Titre                          | Auteur                                        | Durée                          |                                |                                |                                |                                |                                |                                |
| ------------------------------ | ------------------------------ | --------------------------------------------- | ------------------------------ | ------------------------------ | ------------------------------ | ------------------------------ | ------------------------------ | ------------------------------ | ------------------------------ |
| 1.                             | « Rey de corazones »           | Honorio Herrero / Luís G. Escolar             | 3:14                           |                                |                                |                                |                                |                                |                                |
| 2.                             | « Palabra de honor »           | Honorio Herrero / Luís G. Escolar / J. Seijas | 3:38                           |                                |                                |                                |                                |                                |                                |
| 3.                             | « Isabel »                     | Rubén Blades / Jeff Langely / Timothy Near    | 2:37                           |                                |                                |                                |                                |                                |                                |
| 4.                             | « La chica de bikini azul »    | Honorio Herrero                               | 3:00                           |                                |                                |                                |                                |                                |                                |
| 5.                             | « Hablame »                    | Luís G. Escolar                               | 2:38                           |                                |                                |                                |                                |                                |                                |
| 6.                             | « Mentira »                    | Juan Gabriel                                  | 2:57                           |                                |                                |                                |                                |                                |                                |
| 7.                             | « Fiebre de amor »             | Luisito Rey                                   | 3:42                           |                                |                                |                                |                                |                                |                                |
| 8.                             | « Directo al corazon »         | Ruben Amado / Javier Santos                   | 2:48                           |                                |                                |                                |                                |                                |                                |
| 9.                             | « No me puedes dejar asi »     | Honorio Herrero, Luís G. Escolar              | 3:25                           |                                |                                |                                |                                |                                |                                |
| 10.                            | « 1 + 1 = 2 enamorados »       | Ruben Amado / Javier Santos                   | 3:26                           |                                |                                |                                |                                |                                |                                |
| 11.                            | « Lili »                       | Luis G. Escolar                               | 3:34                           |                                |                                |                                |                                |                                |                                |
| 12.                            | « Los muchachos de hoy »       | Toto Cutugno                                  | 3:39                           |                                |                                |                                |                                |                                |                                |
| 38:07                          |                                |                                               |                                |                                |                                |                                |                                |                                |                                |

| Romantico desde siempre Vol. 2 | Romantico desde siempre Vol. 2 | Romantico desde siempre Vol. 2                      | Romantico desde siempre Vol. 2 | Romantico desde siempre Vol. 2 | Romantico desde siempre Vol. 2 | Romantico desde siempre Vol. 2 | Romantico desde siempre Vol. 2 | Romantico desde siempre Vol. 2 | Romantico desde siempre Vol. 2 |
| No                             | Titre                          | Auteur                                              | Durée                          |                                |                                |                                |                                |                                |                                |
| ------------------------------ | ------------------------------ | --------------------------------------------------- | ------------------------------ | ------------------------------ | ------------------------------ | ------------------------------ | ------------------------------ | ------------------------------ | ------------------------------ |
| 1.                             | « No Me Puedes Dejar Así »     | Honorio Herrero / Luís G. Escolar                   | 3:22                           |                                |                                |                                |                                |                                |                                |
| 2.                             | « Decídete »                   | Honorio Herrero                                     | 2:50                           |                                |                                |                                |                                |                                |                                |
| 3.                             | « Me Gustas Tal Como Eres »    | Juan Carlos Calderon                                | 3:10                           |                                |                                |                                |                                |                                |                                |
| 4.                             | « Tú No Tienes Corazón »       | Honorio Herrero                                     | 2:40                           |                                |                                |                                |                                |                                |                                |
| 5.                             | « Por Tí »                     | Honorio Herrero                                     | 3:43                           |                                |                                |                                |                                |                                |                                |
| 6.                             | « Soy Como Soy »               | Jose Ramon Florez / Joe López                       | 3:04                           |                                |                                |                                |                                |                                |                                |
| 7.                             | « Hay Un Algo »                | Luisito Rey                                         | 3:42                           |                                |                                |                                |                                |                                |                                |
| 8.                             | « Amor De Escuela »            | Octavio                                             | 3:19                           |                                |                                |                                |                                |                                |                                |
| 9.                             | « Un Rock & Roll Sonó »        | Honorio Herrero                                     | 3:12                           |                                |                                |                                |                                |                                |                                |
| 10.                            | « Noi Raggazzi Di Oggi »       | Toto Cutugno                                        | 2:21                           |                                |                                |                                |                                |                                |                                |
| 11.                            | « Palabra De Honor »           | Luis Gómez Escolar / Honorio Herrero / Julio Seijas | 3:16                           |                                |                                |                                |                                |                                |                                |
| 12.                            | « Me Muero Pro Ti »            | Honorio Herrero                                     | 3:37                           |                                |                                |                                |                                |                                |                                |
| 13.                            | « Todo El Amor Del Mundo »     | Luisito Rey                                         | 2:10                           |                                |                                |                                |                                |                                |                                |
| 14.                            | « Ya Nunca Más »               | Luisito Rey                                         | 2:34                           |                                |                                |                                |                                |                                |                                |
| 15.                            | « Marcela »                    | Luisito Rey                                         | 2:25                           |                                |                                |                                |                                |                                |                                |
| 16.                            | « Juego De Amigos »            | Miguel Angel Medina Abascal                         | 2:50                           |                                |                                |                                |                                |                                |                                |
| 17.                            | « Recuerdos Encadenados »      | Ruben Amado / Javier Santos                         | 2:25                           |                                |                                |                                |                                |                                |                                |
| 50:02                          |                                |                                                     |                                |                                |                                |                                |                                |                                |                                |